# Piz Salatschina
Piz Salatschina är en bergstopp i Schweiz.   Den ligger i regionen Maloja och kantonen Graubünden, i den sydöstra delen av landet, 190 km öster om huvudstaden Bern. Toppen på Piz Salatschina är 2 824 meter över havet, eller 69 meter över den omgivande terrängen. Bredden vid basen är 0,11 km. Piz Salatschina ingår i Bernina.
Terrängen runt Piz Salatschina är huvudsakligen bergig, men åt sydväst är den kuperad. Närmaste större samhälle är St. Moritz, 15,2 km norr om Piz Salatschina. 
Trakten runt Piz Salatschina består i huvudsak av gräsmarker. Runt Piz Salatschina är det glesbefolkat, med 20 invånare per kvadratkilometer.